# Рыбка в банке
«Ры́бка в ба́нке» — устоявшееся в самиздате наименование магнитоальбома советской и российской рок-группы «Машина времени», распространявшегося с 1985 года. Был составлен из песен, записанных группой в студии дома культуры имени И. М. Астахова в Москве в том же году. Музыканты «Машины времени» в подготовке и распространении магнитоальбома участия не принимали. Официально не выпускался. Отдельные песни издавались Всесоюзной студией грамзаписи «Мелодия» (1986, 1987) и компанией Sintez Records (1995). Выдержан в стиле рок.

## История
В официальной версии истории «Машины времени» студийная работа 1985 года была поименована в числе немногих других. Так, на официальном сайте группы в редакциях 2004—09.2016 гг. в разделе «История» за 1985 год упоминалось, в частности, следующее: «Записываем „Рыбку в банке“ и другие новые песни». В числе прочих магнитоальбомов «Машины времени» «Рыбку в банке» упоминал также музыкальный журналист Артемий Троицкий в энциклопедическом издании «Рок-музыка в СССР» (статья «Машина времени»).
Работа над новыми песнями происходила в неоднозначный и противоречивый период в истории группы. С одной стороны, к моменту её начала «Машина времени» уже имела официальный статус ансамбля при Росконцерте и давала большое количество концертов по всей стране, с другой — периодически подвергалась критике в официальной прессе и не имела возможности выступать в Москве. По образной оценке лидера группы Андрея Макаревича, время в этот период «казалось вечным — оно не двигалось. Три генеральных секретаря [Имеются в виду Л. Брежнев, Ю. Андропов, К. Черненко] отдали богу душу, шли годы, а время стояло, как студень».
Запись в студии совмещалась не только с активной концертной деятельностью группы, но и с участием Макаревича в съёмках музыкального художественного фильма «Начни сначала» режиссёра Александра Стефановича. Работа над фильмом, по утверждению Макаревича, продолжалась в общей сложности три года. За это время песни, написанные в начале данной работы, уже стали известными. «Поэтому из них были выбраны [Для записи саундтрека фильма „Начни сначала“] песни, которые лучше других соответствуют характеру героя». Главный герой фильма — молодой поэт и музыкант, стоящий перед выбором оставаться в андеграунде либо выйти на профессиональную сцену, но при этом быть вынужденным постоянно искать компромисс с различными органами власти, контролировавшими творческую деятельность в СССР. Единственной композицией, записанной в двух вариантах — для звуковой дорожки «Начни сначала» и для «Рыбки в банке» — стала песня «В добрый час».
Как и в случае со студийной работой 1984 года — «Чужие среди чужих», — запись «Рыбки в банки» производилась в музыкальной студии Муслима Магомаева, располагавшейся в подвале дома культуры имени И. М. Астахова в Москве. Поскольку сама сессия звукозаписи являлась несанкционированной, постольку новые песни группа записывала в вечернее и ночное время. Звукорежиссёром, как и в работе над «Чужими среди чужих», выступил Владимир Ширкин.
Совокупно было записано шесть треков общей продолжительностью чуть более 26 минут. После попадания фонограммы в магнитиздат новый материал был скомпилирован в магнитоальбом, распространявшийся под названием «Рыбка в банке». В целях как можно более полного заполнения продолжительности магнитной плёнки катушечных магнитофонов или 45-минутной стороны аудиокассет нелегальные издатели по своему усмотрению дополняли состав магнитоальбома треками, записанными группой ранее, — так возникали и распространялись по стране его многочисленные «варианты». Альтернативное название одного из наиболее распространённых «вариантов» магнитоальбома — «Караван» — было выбрано по наименованию одноимённой песни.
В следующем, 1986 году, без ведома участников группы, «Мелодия» выпустила первый в СССР диск-гигант «Машины времени» «В добрый час», а ещё через год группой был записан альбом «Реки и мосты», который стал первым официально изданным номерным альбомом коллектива. «Рыбка в банке», таким образом, осталась одной из последних неизданных студийных работ «Машины времени».
С момента производства в 1985 году запись официально не издавалась. Песня «Рыбка в банке» была выпущена «Мелодией» в 1986 году на миньоне «Два белых снега» (серия «По вашим письмам»), а «Знаю только я» — в 1987 году на альбоме-сборнике «Женский портрет» (серия «Для вас, женщины»). Песни «Наш остров», «Туман», «Рыбка в банке», «Караван» включены в официальный альбом-сборник «Кого ты хотел удивить?», изданный компанией Sintez records в 1995 году.

## Список композиций
Автор всех песен, кроме отмеченных — А. Макаревич.
1. Наш остров (А. Кутиков — А. Макаревич) 04:44
2. Туман 05:09
3. Рыбка в банке 02:57
4. Знаю только я (А. Кутиков — А. Макаревич) 04:12
5. В добрый час 04:14
6. Караван (А. Кутиков — А. Зайцев) 04:52

## Описание композиций

### «Наш остров»
Одна из многочисленных песен в творчестве группы на морскую тематику. По замечанию исследователя Юлии Шигаревой, «образ моря в творчестве поэта [А. Макаревича] присутствует неизменно. Море ценится за множество открытых дорог, за обретение духовной свободы, ведь „больше в мире нет дорог // С такой свободой направлений“. В русской литературе всегда существовали ёмкие образы предельного взлёта человеческого духа. Их символом стало море».

### «Туман»
При характеристике периода 1982—1986 годов в творчестве группы Ю. Шигарева обращается, в том числе, к песне «Туман». Явление тумана, по её мнению, символизирует «неопределённость этого времени и зыбкость существования». Вместе с тем в песне, отмечает исследователь, присутствует и мотив надежды: «И скоро грянет ветер перемен».

### «Рыбка в банке»
В одной из радиопередач цикла «Летопись», вышедшей в эфир на «Нашем радио» в 2003 году, высказано предположение, что песня могла быть написана под впечатлением сюжета одной из электронных игр серии «Электроника ИМ», появившихся в СССР во второй половине 1980-х годов. В этой игре кот ловил стеклянной банкой падающих сверху рыбок.
По мнению Ю. Шигаревой, образ рыбки в банке стал «олицетворением неподвижности общества и всеобщей апатии» в период 1982—1986 годов. Журналист Олег Лазаревский в конце 1990-х годов употребил наименование песни в качестве собирательного названия для всего творчества Макаревича после 1983—84 годов, охарактеризовав его преимущественно в негативном ключе.
В 1987 году трек «Рыбка в банке» попал в хит-парад французской радиостанции Radio France internationale: 21 марта этого года песня заняла шестое место в чарте, 5 апреля — четвёртое.

### «Знаю только я»
Наиболее ранняя из всех записанных песен — была сочинена Кутиковым ещё в 1970-е годы. Во второй половине 1980-х годов фонограмма этой записи использовалась в спектакле «Стеклянный зверинец» Московского театра юного зрителя. Для издания «Мелодией» в 1987 году в составе альбома-сборника «Женский портрет» (серия «Для вас, женщины») песня была пересведена.
В 1985 году на Ленинградском телевидении режиссёром Кларой Фатовой была произведена съёмка видеоклипа на песню для популярной в те годы телепрограммы «Кружатся диски».
Позже была перезаписана для альбома «Внештатный командиръ Зѣмли. Блюзы Эль-Мокамбо» (1993).

### «В добрый час»
В интервью газете «Московский комсомолец» Макаревич утверждал, что песня была «написана в процессе съёмок» художественного фильма «Начни сначала». В радиопередаче из цикла «Летопись» Александр Кутиков рассказал, что показывал сочинённую им мелодию будущей песни Макаревичу во время пребывания группы в Сочи, последний «её воспринял позитивно» и в соответствующем позитивном ключе написал текст.
Макаревич охарактеризовал процесс работы над аранжировкой песни как исключение из общих правил работы над песнями в «Машине времени», при которых музыканты старались «довести любую композицию до такого состояния, чтобы она удовлетворяла всех членов группы». Однако в случае с песней «В добрый час» музыканты «не сошлись во мнениях» по поводу конечного варианта её аранжировки. Сначала, по инициативе Кутикова, песню записали «в более жёстком», «поп-роковом», «подсвингованном» варианте. Однако «слова и музыка перестали друг другу соответствовать», в итоге, со слов Макаревича, этой версией «не все были довольны».
Поэтому позже для звуковой дорожки кинофильма «Начни сначала», песню перезаписали в «абсолютно расслабленном», «близком к кантри» варианте. Именно этот, последний, вариант и был включён «Мелодией» в трек-лист первого сборника группы «В добрый час». И именно на этот вариант песни в 1986 году был снят видеоклип. Первый вариант песни остался на магнитоальбоме «Рыбка в банке». Инициатива съёмок видеоклипа исходила от редакции программы «Утренняя почта», сами съёмки производились на Ленинских горах. Музыканты были одеты в концертные костюмы, пошитые для официальной гастрольной деятельности в рамках Росконцерта.
Песня «В добрый час», со слов Макаревича, — посвящение молодым музыкантам. «Я хорошо помню, как начинали <…> очень популярные сейчас коллективы и исполнители. У нас было много сложностей, но мы были близкими друзьями и единомышленниками, много общались. Мне хотелось, чтобы и сегодняшнее поколение музыкантов не было бы обделено такой теплой дружеской атмосферой». Как отмечала Ю. Шигарева, «В добрый час» относится к тому периоду творчества Макаревича, когда «перемены пока радуют всех, и единомышленники поэта ещё вместе». «Не случайно поэтому одна из песен этого времени называется „В добрый час“, отражая оптимизм, с которым поэт тогда смотрел в будущее».

### «Караван»
Одна из трёх песен в репертуаре группы, написанная на стихи Александра Зайцева. Текст песни был сочинён специально для Кутикова.
С песней связан один из комичных эпизодов в истории гастрольной деятельности «Машины времени». Во время одного из совместных выступлений с группой Nautilus Pompilius во второй половине 1980-х годов, когда последняя играла песню «Скованные одной цепью», участники «Машины времени» прошлись по сцене с металлической ржавой цепью на плечах, изображая из себя бурлаков. Для музыкантов «Nautilus Pompilius» эта акция оказалась настолько неожиданной, что в результате они перестали играть, и только Вячеслав Бутусов, имея привычку исполнять песни с закрытыми глазами, продолжал петь в полной тишине. Спустя некоторое время участники Nautilus Pompilius схожим образом разыграли музыкантов «Машины времени»: во время исполнения песни «Караван» они внезапно появились на сцене, переодетые в бедуинов, и танцуя и прихлопывая на арабский манер, прошли от одной кулисы к другой. Несмотря на то, что Кутиков тогда, по свидетельству Бутусова, «просто не смог ничего допеть», публика, тем не менее, сочла, что так и было задумано.

## Участники записи
«Машина времени»:
- Андрей Макаревич — гитара, вокал;
- Александр Кутиков — бас, гитара, вокал, звукорежиссёр;
- Александр Зайцев — клавишные, вокал;
- Валерий Ефремов — ударные.

Технический персонал:
- Владимир Ширкин — звукорежиссёр.

### Комментарии
1. ↑  Редакции сайта Mashina.ru Архивная копия от 24 апреля 2022 на Wayback Machine за указанный период доступны по запросу на странице Архива Интернета archive.org.
2. ↑  Стал первым именно в СССР, поскольку в США ещё в 1982 году, также без ведома группы, была издана долгоиграющая пластинка «Охотники за удачей».
3. ↑  Кроме песни «Знаю только я», группа записала для этого спектакля музыкальное сопровождение в стилистике 1940-х годов с использованием только «живых» инструментов[21].